# 1041 км
1041 км — железнодорожная казарма в Зуевском районе Кировской области в составе Семушинского сельского поселения.

## География
Находится на железнодорожной линии Киров-Пермь на расстоянии примерно 16 километров на запад-северо-запад от районного центра города Зуевка.

## История
Упоминается с 1926 года, когда в ней (тогда 85 км) было учтено хозяйств 3 и жителей 17, в 1950 году 4 и 13 соответственно. В 1989 году учтено 10 жителей.

## Население
Постоянное население  составляло 5 человек (русские 100%) в 2002 году, 3 в 2010.